# 横浜市高校生4人殺傷事件
横浜市高校生4人殺傷事件 （よこはましこうこうせいよにんさっしょうじけん）とは、1984年3月12日、神奈川県横浜市鶴見区で高校生4人が殺傷された事件である。容疑者は心神喪失により責任能力を欠いていたとされ、不起訴処分となった。

## 事件概要
1984年3月12日午前10時ごろ、Xがワゴン車を運転中に、横浜市内の高校に通う高校1年生4人をはね、1人を約60メートル引きずり停止した。車を降りると、所持していた登山ナイフで倒れている4人を次々と刺した。Xは通報を受けた鶴見警察署員に逮捕された。Xは「4人が道の真ん中を歩いていたのが悪い」「4人にぶつかった際に、これで免停処分になり、生活も駄目になる。原因はこいつらで、死んでも構わないと思った」と供述した。
重傷を負った4人は病院に収容されたが、1人は意識が回復することなく、3月21日に死亡した。

## 犯人
犯人のXは1982年8月に、自らの背中を刺し家族に発見されるという自殺未遂事件を起こした。傷は軽症であったが、動機は不明のままだった。
1983年7月18日、自宅近所の路上に駐車していたトラックの持ち主を「自分の車が通れない」との理由で殴り、相手に全治10日の怪我を負わせて鶴見警察署に傷害罪で逮捕されたが、Xは罰金5万円の略式起訴で釈放された。
1983年8月に精神科を受診し、精神分裂病（当時の呼称）を疑われて4回通院治療をしていたが、その後、通院を中断していた。

## 逮捕後の対応
Xの逮捕後、1984年3月27日に横浜地方検察庁は鑑定留置に切り替えた。同年5月7日に同地検に届いた鑑定結果は「精神分裂病」であったが、地検は別の医師に再鑑定を依頼した。再鑑定において、Xは重度の精神分裂病で、犯行時も同様の状態であった、との結果であった。これらの結果を受け、横浜地検はXを心神喪失であったとし、不起訴を決定した。